# Lise Thomsen
Esther Louise "Lise" Thomsen (født 26. december 1914 i South Miami, Miami-Dade County i Florida, død 26. november 2003) var en dansk skuespiller.
Lise Thomsen blev uddannet på Det kongelige Teaters elevskole og blev knyttet til teatre og revyscener i København som Folketeatret, Det Ny Teater og Stig Lommers revyer.
Hun blev gift med musikeren Jørgen Rothenborg, fik i 1945 med professor, dr.phil. Martin Volodja Johansen en datter, skuespillerinden Lane Lind. I 1948-1955 var hun gift med kapelmester Svend Nicolaisen, og i 1960 blev hun gift med skuespilleren Bent Vejlby.

## Filmografi
- Blaavand melder storm – 1938
- I dag begynder livet – 1939
- I de gode gamle dage – 1940
- Gå med mig hjem – 1941
- Wienerbarnet – 1941
- En forbryder – 1941
- Afsporet – 1942
- Diskret ophold – 1946
- Billet mrk. – 1946
- Lise kommer til byen – 1947
- Hvor er far? – 1948
- Unge piger forsvinder i København – 1951
- Nålen – 1951
- Sønnen fra Amerika – 1957
- Englen i sort – 1957
- Krudt og klunker – 1958
- Den hvide hingst – 1961
- Løgn og løvebrøl – 1961
- Støv for alle pengene – 1963
- Alt for kvinden – 1964
- Jensen længe leve – 1965
- Mor bag rattet – 1965
- Landmandsliv – 1965
- Jeg - en elsker – 1966
- Dyden går amok – 1966
- Mig og min lillebror – 1967
- Min kones ferie – 1967
- Jeg - en marki – 1967
- Dyrlægens plejebørn – 1968
- Jeg - en kvinde 2 – 1968
- Mig og min lillebror og storsmuglerne – 1968
- Nøddebo Præstegård (1974) – 1974
- Terror (film) – 1977